# Municipio de Washington (condado de Mercer, Ohio)
El municipio de Washington (en inglés: Washington Township) es un municipio ubicado en el condado de Mercer en el estado estadounidense de Ohio. En el año 2010 tenía una población de 1190 habitantes y una densidad poblacional de 12,63 personas por km².

## Geografía
El municipio de Washington se encuentra ubicado en las coordenadas 40°30′31″N 84°44′47″O / 40.50861, -84.74639. Según la Oficina del Censo de los Estados Unidos, el municipio tiene una superficie total de 94.19 km², de la cual 94,11 km² corresponden a tierra firme y (0,09 %) 0,08 km² es agua.

## Demografía
Según el censo de 2010, había 1190 personas residiendo en el municipio de Washington. La densidad de población era de 12,63 hab./km². De los 1190 habitantes, el municipio de Washington estaba compuesto por el 97,23 % blancos, el 0,17 % eran afroamericanos, el 0,17 % eran amerindios, el 0,34 % eran asiáticos, el 0,84 % eran de otras razas y el 1,26 % eran de una mezcla de razas. Del total de la población el 1,85 % eran hispanos o latinos de cualquier raza.